# Tata Pound
Tata Pound è un gruppo musicale maliano di genere hip hop costituito da tre rapper: Adama Mamadou Diarra detto Djo Dama, Sidy Soumaoro detto Ramses e Mahamadou Dicko detto Dixon.
Il gruppo comincia nel 1995 con la vittoria nel primo concorso di rap destinato ai rapper debuttanti "rap house".
Nel 2000, Tata Pound pubblica il suo primo album rien ne va plus, seguito un anno più tardi da Ni allah sonama.
Il gruppo ottiene nel 2006 il Tamani del miglior gruppo rap ai Trophées de la musique au Mali.

## Discografia
- 2000 - Rien ne va plus
- 2001 - Ni allah sonama
- 2008 - Chi kan koura